# Gebeurtenis (kansrekening)
In de kansrekening wordt met een gebeurtenis een deelverzameling van de uitkomstenruimte bedoeld. Daarmee is een gebeurtenis een verzameling mogelijke uitkomsten van een kansexperiment, waarvoor de kans is gedefinieerd. Het is intuïtief zo dat er in de uitkomstenruimte maar een element zit, maar er kunnen volgens de definitie meer elementen in de uitkomstenruimte voorkomen.

## Definitie
In een kansexperiment, beschreven door de kansruimte {\displaystyle (\Omega ,\Sigma ,P)} wordt een deelverzameling uit de sigma-algebra {\displaystyle \Sigma } een gebeurtenis genoemd. Het zijn de gebeurtenissen waarvoor een kans is gedefinieerd.
In veel gevallen bestaat een kansexperiment uit het waarnemen van de waarde van een stochastische variabele {\displaystyle X}. Gebeurtenissen worden dan beschreven aan de hand van deze variabele {\displaystyle X}.
Gooit men bijvoorbeeld met twee dobbelstenen en neemt men als stochastische variabele {\displaystyle X} de som van geworpen de ogen van de twee dobbelstenen, dan is een gebeurtenis dat in totaal meer dan vier is gegooid, een gebeurtenis die wordt genoteerd als {\displaystyle \{s\in S|X(s)>4\}}, meestal verkort tot {\displaystyle \{X>4\}}, waarin {\displaystyle S} de uitkomstenruimte is.
Als een gebeurtenis onmogelijk is, heeft deze een kans gelijk aan 0.

## Voorbeelden
- Noem {\displaystyle X} het geworpen aantal ogen met een dobbelsteen. De uitkomsteruimte is eindig en de gebeurtenis: een even aantal ogen is {\displaystyle \{X{\text{ is even}}\}=\{2,4,6\}}
- Noem {\displaystyle X} het aantal worpen nodig om met een dobbelsteen 6 te gooien. De uitkomsteruimte is aftelbaar oneindig en de gebeurtenis: er zijn ten minste 10 worpen nodig is {\displaystyle \{X\geq 10\}=\{10,11,\ldots \}}
- Noem {\displaystyle X} de levensduur van een gloeilamp in uren. De gebeurtenis: de lamp heeft niet meer dan 800 uur gebrand is {\displaystyle \{X\leq 800\}=[0,800]}